# È sera/Chiudere gli occhi
È sera/Chiudere gli occhi è l'ottantaseiesimo singolo 45 giri di Peppino di Capri.

## Il disco
Il brano È sera fu presentato all'edizione di quell'anno di Un disco per l'estate. Era la prima canzone scritta e composta dall'allora giovanissimo Claudio Mattone. Alcuni anni più tardi Di Capri ne propose una nuova versione, ed È sera finì col diventare nel tempo una delle sue più celebri e apprezzate canzoni, tanto da venire eseguita dal vivo dal cantautore caprese ancora oggi.
La canzone sul lato B è al contrario una delle meno conosciute del cantante e non è stata mai più riproposta successivamente.
Questo singolo è l'ultimo in cui il chitarrista e compositore Mario Cenci suona con Di Capri. Successivamente alla pubblicazione del disco la formazione dei Rockers si sciolse e dal successivo 45 giri il complesso del cantante campano muterà il suo nome ne I New Rockers e il posto di Cenci verrà preso da Piero Braggi.
Come tutti i dischi di quel periodo del cantante, questo singolo non riscosse un grande successo di vendite.

## Tracce
Lato A
- È sera (testo e musica di Claudio Mattone)

Lato B
- Chiudere gli occhi (testo di Giuseppina Puglisi, musica di Idalgo Arcangeli e Gino Mazzocchi)

## Formazione
1. É sera - Peppino di Capri con l'orchestra diretta da Stelvio Cipriani.
2. Chiudere gli occhi - Peppino di Capri e i suoi Rockers con accompagnamento d'orchestra:

- Peppino di Capri - voce, pianoforte
- Mario Cenci - chitarra, cori
- Ettore Falconieri - batteria, percussioni
- Pino Amenta - basso, cori

## Fonti
- Banca dati online della SIAE